# Pyknón
Pyknón, řidčeji pykn (z řeckého πυκνός – hutný, zahuštěný, stísněný apod.; Latinsky spissus) je v antické hudební teorii strukturální charakteristika tetrachordu, v němž součet dvou menších intervalů je menší, než třetí (zbylý) interval. 
Pyknón je významné kritérium v systematice tónorodů. V souvislosti s ním se intervalové rody enharmonika a chromatika nazývaly pyknónovými („zmáčknutými“, „těsnými“), zatímco diatonika rodem apyknónovým („nezmáčknutým“). V enharmonice dva spodní intervaly společně tvoří limmu, vrchní interval pak diton. Jejich poměr je 81:64 proti 256:243, tedy zřejmý pyknón. Dva spodní intervaly chromatického tetrachordu (v jeho nejširším tvaru) společně tvoří celý tón 9:8, vrchní interval — třetinotón (v pozdější teminologii polyditon) 32:27; tedy zřejmý pyknón. Mezi apyknónové rody patřily takové, v nichž žádný z intervalů uvnitř tetrachordu nebyl větší, než ostatní současně znějící. Například v diatonickém tetrachordu (v jeho nejrozšířenější „pythagorejské“ formě) součet dvou spodních intervalů (limmy u celého tónu 9:8) tvoří polyditon 32:27, а vrchní interval celý tón 9:8; proto je diatonika apyknónový rod.